# Pseudophilotes albonotata
Pseudophilotes albonotata är en fjärilsart som beskrevs av De Sagarra 1926. Pseudophilotes albonotata ingår i släktet Pseudophilotes och familjen juvelvingar. Inga underarter finns listade.